# 滕海清

滕海清

滕海清（1909年3月2日—1997年10月26日），安徽金寨人，中国人民解放军中将。

## 生平

### 早年
1929年，滕海清参加游击队。1930年参加中国工农红军。1931年，加入中国共产党。后历任任红四方面军班长、副连长、连长、营政治教导员、团政治委员等职。1935年3月，随红军开始长征，担任红十一师三十三团一营政委。1936年底，任红四军第十师二十八团政委。

### 抗战
1937年，滕海清任八路军一二九师三八五旅七七○团一营副营长，后改任三八五旅教导大队大队长。1938年3月，滕海清就读于延安抗日大学。8月中旬，滕海清经武汉，来到确山县竹沟镇。新四军游击支队司令员彭雪枫任命其为第二大队大队长兼政委。1941年，任新四军第四师十一旅旅长，1944年11月，调任第九旅旅长。
1946年1月，第四、第五、第九旅组建成山东野战军第二纵队，滕海清仍任第九旅旅长。1947年1月，山东野战军和华中野战军合并为华东野战军，司令员为陈毅，第九旅改称第六师，滕海清任师长。10月，滕海清调任华东野战军第十三纵队副司令员。1948年2月，滕海清回调任第二纵队司令员，康志强任政委。9月，参加淮海战役。1949年2月，华东野战军改称中国人民解放军第三野战军，华东野战军第二纵队改称中国人民解放军第二十一军，滕海清任军长，康志强任政委。后二十一军渡江，占领杭州，5月6日，率军进浙东。

### 中华人民共和国成立后
1950年11月，滕海清作为首批学员，就读于解放军军事学院。1952年8月，滕海清毕业，并留校任高级系一班副主任兼党支部书记。1954年6月，滕海清任高级系副主任。1955年9月，被授予中国人民解放军中将军衔，并获二级八一勋章、一级独立自由勋章、一级解放勋章。1961年10月，调任北京军区副司令员。
1967年5月的华北局会议以后，内蒙古军区降为省军区，北京军区副司令员滕海清任代司令。滕海清到任以后，对自治区公安厅和盟、旗的公安机关实行军管。1967年11月1日内蒙自治区革委会成立，滕海清担任革委会主任。滕海清制造了骇人听闻的“内人党”大冤案。从1968年7月开始的“清队”中，搞“挖乌兰夫黑线、肃乌兰夫流毒”运动，简称“挖肃”。“挖肃”主要是清查“反党叛国的内蒙古人民革命党”，简称“内人党”。在这场大冤案中，大量内蒙古人民受到了惨无人道的摧残和迫害。“内人党”冤案造成的伤亡人数有不同的统计数据，目前主要有三个数据来源：一是《中华人民共和国最高人民检察院特别检察厅起诉书》数字：34.6万人被关押，1.6222万人被迫害致死， 8.1808万人致残；二是蒙古族学者巴赫的说法：逮捕关押了80万人，50万人致残，5万人被迫害致死；三是内蒙古大学编写的《内蒙古自治区史》的说法：2.79万人被迫害致死，12万多人致残。目前学术界比较公认的数字是：致死两三万，致残12万，关押50万。。
滕海清在1978年的检查称：“1967年4月，中央决定我到内蒙支左，在清理阶级队伍中，我犯了扩大化的严重错误。当时，我被一时胜利冲昏头脑，盲目骄傲自满，对“新内人党”问题，自己不做亲自调查研究，轻信了一些人的意见，决定重大问题。同时，在清理阶级队伍时期，我怕一股地反右倾，总怕放跑了敌人，结果造成扩大化了。现在证明了“新内人党”问题不存在的，完全是一个假案。由于这个假案搞了最严重的逼供信，伤害了内蒙不少革命干部和革命群众，有不少同志致死、致残，还有一些同志背上了所谓“新内人党”反革命组织成员的政治包袱，蒙受了不白之冤。严重混淆了敌我矛盾，破坏了党的民族政策，造成了民族隔阂，使内蒙地区大革命大好形势遭到破坏，使党的事业遭到损失，我深感痛心。我犯错误的根本原因是我的主观世界没有改造好，对毛泽东思想学的不好，路线觉悟低，没有照毛泽东教导办事，背离了毛主席的革命路线。”
最终，中共中央认定“内人党”事件是林彪和四人帮直接干预，康生与陈伯达授意、指使而造成的，康生的责任尤其大，滕海清仅是政策的执行人；考虑到当时的历史背景，中共中央认为不宜过分追究个人责任，关于历史问题中的决议已经确定由党中央承担责任。据此，中共中央认为滕海清虽然对新内人党案有直接领导责任、造成严重后果，但念及此前的功勋、贡献，决定从宽处理，不予追究刑事责任。1975年-1980年，任济南军区任副司令员。1988年获一级红星功勋荣誉章。滕海清还曾任第四届全国人大（1975年-1978年）代表、中共八大（1956年）代表、中共第九届（1969年）中央委员。1997年10月26日，在北京逝世。

## 家庭
滕海清夫人王彬，原名王世俊，祖籍山东巨野，祖父这一代逃荒来到安徽滁县。王彬姐弟8人，她排行老大。因家庭贫困供不起学费，她读书到初一便辍学。1938年日寇占领了滁县。母亲的大弟因腿上长疥疮，被日本兵硬说是“中国伤兵”而杀害，王彬愤而转向抗日斗争。
抗战期间王彬参加了中共在安徽省战地动员委员会下属的第4工作团，积极宣传发动群众、抗日救国。
1942年1月，33岁的滕海清与淮宝县民运部部长王彬结婚。